# Matteo Gay
Matteo Gay (Prarostino, 8 settembre 1879 – Torre Pellice, 13 luglio 1948) è stato un politico italiano.

## Biografia
Nato in una famiglia contadina valdese, in giovane età si trasferisce con i genitore a Torre Pellice, dove il padre acquistò una macelleria. Studiò presso il ginnasio del Liceo valdese di via Arnaud.
Nel 1896, all'età di 17 anni, fondò la sezione locale del Partito Socialista Italiano, partecipando a molti scioperi nel Pinerolese e a scontri con le forze dell'ordine, che lo costrinsero più volte a nascondersi nei boschi per non essere arrestato. Dal 1906 al 1916 fu segretario della Camera del Lavoro, organizzando grandi manifestazioni di protesta, fra cui quella delle operaie del cotonificio di Pralafera. Lavorò anche come operaio presso il filatoio Mazzonis di Torre Pellice.
Nel 1911 sposò Luigia Bianco, da cui ebbe i figli Libero e Rita.
Eletto più volte nel consiglio comunale della sua città, si candidò senza successo alle elezioni politiche del 1913 nel collegio di Bricherasio. Partecipò alla prima guerra mondiale con il grado di caporal maggiore di artiglieria-treno.
Dopo aver aperto una piccola fabbrica di ghiaccio a Bibiana, durante le elezioni politiche del 1919 ottenne 5.040 preferenze, che gli consentirono di entrare alla Camera dei deputati nella XXV legislatura. Il 27 febbraio 1920 seguì da vicino lo sciopero e l'occupazione per tre giorni del filatoio Mazzonis, preludio del cosiddetto biennio rosso che iniziò nel settembre successivo.
Dopo la sconfitta alle successive elezioni, Gay continuò ancora l'attività politica, ma venne arrestato dai fascisti l'8 gennaio 1930.
Nell'aprile 1932 perse il figlio Libero, morto sul lavoro nella loro fabbrica di Bibiana, che dopo due anni venne venduta da Matteo Gay, il quale divenne commerciante di frigoriferi.
Durante la seconda guerra mondiale entrò in contatto con la Resistenza, con il nome di battaglia Mathieu. Arrestato per una ventina di giorni nel maggio 1944, riescì a scampare ai successivi rastrellamenti nazifascisti, fuggendo con la famiglia in Francia ad Abriès e Mont Dauphin.
Il 1º maggio 1945 ritornò a Torre Pellice, dove riprese la lotta politica al fianco di Giuseppe Saragat e degli scissionisti di Palazzo Barberini, che diedero vita al Partito Socialista Democratico Italiano (PSDI).
Nel 1948, tre mesi prima di morire, partecipò per l'ultima volta alle elezioni politiche, ottenendo un buon risultato personale, ma insufficiente per essere eletto.